# Франк Орденевіц
Франк Орденевіц (нім. Frank Ordenewitz, нар. 25 березня 1965, Бад-Фаллінгбостель) — німецький футболіст, що грав на позиції нападника.

## Клубна кар'єра
Розпочав свою кар'єру в юнацькій команді TSV Dorfmark, з якої потрапив у «Вердер». 11 лютого 1984 року, у матчі проти «Кельна» (4:1), він дебютував у Бундеслізі. 22 вересня 1984 року в матсі проти «Вальдгофа» (1:1) він забив перший гол у Бундеслізі. У сезоні 1987/88 років він виграв чемпіонат ФРН з клубом і в 1988 році був удостоєний нагороди FIFA Fair Play. У 1989 році зіграв з «Вердером» у фіналі Кубка ФРН, але його клуб програв 1:4 «Боруссії». Загалом за шість сезонів в «Вердері» він зіграв 125 матчів у Бундеслізі та забив 37 голів.
У 1989 році Орденевіц перейшов у «Кельн» і дебютував за нього 9 серпня 1989 року в матчі проти «Штутгарта» (0:0).Тут також Франк був основним гравцем і в 1991 році зіграв з командою в фіналі Кубка Німеччини, але і цього разу його команда поступилась, на цей раз попередньому клубу гравця, «Вердеру», в серії пенальті.
У 1993 році Орденевіц вирушив в японський «ДЖЕФ Юнайтед Ітіхара». У сезоні 1994 року за 36 матчів він забив 30 голів і став найкращим бомбардиром в Джей-лізі. 
У 1995 році він повернувся до Німеччини, де підписав контракт із «Гамбургом». Протягом року він зіграв у 21 матчах забивши лише один гол, через що у 1996 році він знову поїхав до Японії. Цього разу він став гравцем клубу другої ліги «Вегалта Сендай», провівши там один сезон. 
У 1997 році став гравцем «Ольденбурга», після чого пограв за кілька аматорських команд Німеччині, де в 2005 році і закінчив свою кар'єру. У тому ж році він був призначений начальником скаутів у «Вердері».

## Виступи за збірну
Дебютував в офіційних матчах у складі національної збірної ФРН 12 грудня 1987 року в товариському матчі проти Бразилії (1:1). У цій зустрічі він вийшов на поле на 82-й хвилині, змінивши Манфреда Швабля. Вдруге зіграв у складі збірної 16 грудня 1987 року в товариській грі з Аргентиною (0:1). Ця гра стала останньою для гравця за збірну

## Досягнення

### Командні
- Чемпіон ФРН: 1987/88
- Віце-чемпіон ФРН: 1984/85, 1985/86, 1989/90
- Фіналіст Кубка ФРН: 1986/87, 1990/91
- Володар Суперкубка ФРН: 1988

### Індивідуальні
- Найкращий бомбардир чемпіонату Японії: 1994 (30 голів)